# 光黑须腹菌
光黑须腹菌（学名：Alpova piceus）是属于牛肝菌目黑腹菌科光黑腹菌属的一种担子菌。该种分布于中国、美国等地。